# Vedran Mataija
Vedran Mataija (Virovitica, 6. svibnja 1988.) hrvatski je rukometaš. Igra na mjestu lijevog krila. Igra za hrvatski klub RK Poreč.
Igrao je za Hrvatsku na europskom prvenstvu 2010. godine gdje je osvojio srebro.

## Vanjske poveznice
- www.eurohandball.com[neaktivna poveznica] Profil
- RK Poreč Profil